# Col·lectiu de Dones en l'Església
El Col·lectiu de Dones en l'Església i per la Paritat (CDE) és un grup de reflexió i d'acció creat el 1986 que treballa per aconseguir una major presència de les dones en els òrgans de direcció de l'Església Catòlica, i que ha demanat la paritat de sexes i la presència de dones en la jerarquia eclesiàstica. Entre altres activitats, participa en el dia de la dona (en el de 2009 va signar un manifest sobre l'avortament) defensa el sacerdoci femení, denuncia la violència de gènere, defensa de personatges històrics femenins injustament postergats com Emma de Barcelona i reivindica Maria de Magdala. La primera presidenta va ser Maria Josefa Amell i Comas.
Està format per un equip de coordinació dirigit per una comissió permanent -Maria Pau Trayner, Piua Salvatella- i Puà Perpinyà. Engloba diferents grups com ho són Pregària, Formació o Teologia feminista. El 2011 va rebre la Creu de Sant Jordi.